# Waterton Glacier internationella fredspark
Waterton Glacier internationella fredspark är sammanslagningen mellan Glacier nationalpark i USA och Waterton Lakes nationalpark i Kanada. Båda parkerna är klassade som biosfärområden av Unesco och fredsparken har fått världsarvsstatus.
Sammanslagningen av parkerna nåddes med hjälp av Rotary Internationals medlemmar i Alberta och Montana 1932. Det var världens första internationella fredspark, symboliserande freden och vänskapen mellan de båda länderna. 
Ansträngningar görs för att få till stånd en liknande fredspark mellan USA och Mexiko.
Se artiklarna för de båda individuella parkerna för mer information.